# Cuttoli-Corticchiato
Cuttoli-Corticchiato (in corso Cuttuli è Curtichjatu) è un comune francese di 1 931 abitanti situato nel dipartimento della Corsica del Sud nella regione della Corsica.

## Società

### Evoluzione demografica
Abitanti censiti